# Đông Sơn, Hạc Cương
Đông Sơn (tiếng Trung:东山区, Hán Việt: Đông Sơn khu) là một quận ngoại thành duy nhất của địa cấp thị Hạc Cương, tỉnh Hắc Long Giang, Cộng hòa Nhân dân Trung Hoa. Quận này có diện tích 21 km2, dân số 90.000 người, mã số bưu chính 154106. Về mặt hành chính, quận Đông Sơn được chia thành các đơn vị gồm 4 nhai đạo biện sự xứ (Tân Nhất, Tam Nhai, Công Nhân Thôn, Đông Sơn), 1 trấn Tân Hoa, 4 hương (Đoàn Kết, Đông Phương Hồng, Hồng Kỳ, Sơ Viên). Quận Hướng Dương nằm ở ngoại thành của địa Hạc Cương.